# Zodia ochripalpis
Zodia ochripalpis là một loài bướm đêm thuộc họ Choreutidae. Nó được tìm thấy ở Brasil.